# Отважненский сельсовет
Отва́жненский сельсове́т — муниципальное образование со статусом сельского поселения в составе Архаринского района Амурской области.
Административный центр — село Отважное.

## История
18 ноября 2005 года в соответствии с Законом Амурской области № 91-ОЗ муниципальное образование наделено статусом сельского поселения.

## Население
| 2002 | 2010  | 2011  | 2012  | 2013  | 2014  | 2015 |
| ---- | ----- | ----- | ----- | ----- | ----- | ---- |
| 1415 | ↘1112 | ↘1106 | ↘1075 | ↘1046 | ↘1005 | ↘975 |
| 2016 | 2017  | 2018  | 2019  | 2020  | 2021  |      |
| ↘950 | ↘927  | ↘913  | ↘874  | ↘861  | ↘827  |      |

## Состав сельского поселения
| № | Населённый пункт | Тип населённого пункта       | Население |
| - | ---------------- | ---------------------------- | --------- |
| 1 | Заречное         | село                         | ↘50       |
| 2 | Каменный Карьер  | село                         | ↘111      |
| 3 | Отважное         | село, административный центр | ↘667      |
| 4 | Татакан          | железнодорожная станция      | ↘85       |